# Väljakaevamised
Väljakaevamised (zu deutsch „Ausgrabungen“) ist der Titel eines Romans des estnischen Schriftstellers Jaan Kross (1920–2007).

## Roman
Der Roman erschien 1990 in estnischer Sprache, nachdem er bereits 1989 in finnischer Übersetzung herausgekommen war. Der Autor hatte das Manuskript 1988 abgeschlossen, aber wegen der komplizierten wirtschaftlichen Lage im Estland der Singenden Revolution konnte der Roman nicht sofort veröffentlicht werden. Politische Gründe für die Verzögerung gab es nicht mehr, da in Estland zum fraglichern Zeitpunkt keine Zensur mehr herrschte.
Formal betrachtet ist der Roman, der in der Ich-Form erzählt wird, der Bericht eines 1954 nach Estland zurückkehrenden ehemaligen politischen Gefangenen, Peeter Mirk. Er war acht Jahre in Gefangenschaft und anschließend in der Verbannung in Sibirien gewesen. Nach dem Tod von Stalin (1953) gab es mehrere Amnestiewellen, in deren Folge viele Esten nach Hause zurückkehren konnten. Dieser Rahmen deutet bereits an, dass der Roman stark autobiographische Züge trägt, denn auch Kross selbst war 1946 verhaftet worden und kam 1954 wieder frei.
Die Handlung spielt sich in Tallinn ab und führt die Hauptperson, die sich irgendwie einen Broterwerb suchen muss, als Hilfsarbeiter zu archäologischen Ausgrabungen. Hier erlernt er, der bislang als Jurist an der Universität gearbeitet hatte, einen neuen Beruf und trifft dabei auf verschiedene Kollegen, die alle ihre eigene Geschichte haben. In vielen Gesprächen und teilweise Rückblenden wird so die jüngste Vergangenheit der Esten und Estlands „ausgegraben“.
Daneben wird aber auch tatsächlich auf der archäologischen Baustelle gearbeitet, und Mirk gelingt dabei plötzlich ein echter Fund: Eine Handschrift aus dem 13. Jahrhundert. Ihr Verfasser war der Erzbischof von Lund Anders Sunesen, der tatsächlich seinerzeit in Estland war. In seiner (fiktiven) Handschrift, die er am Ende seines Lebens, von Lepra gezeichnet, verfasst hat, zeigt er Reue im Hinblick auf die missionierende Eroberung des Landes. Mirk nun hält seine Entdeckung zunächst geheim und versucht mit Hilfe eines Gelehrten aus Tartu das lateinische Manuskript zu entziffern. Dabei entdeckt er mehr und mehr Parallelen zwischen der mittelalterlichen Eroberung des Landes durch Deutsche und Dänen und der kürzlich erfolgten sowjetischen Besetzung.
Dennoch – oder eben vielleicht gerade deswegen – versucht er das Manuskript zu publizieren. Mit Hilfe seiner Freundin wird auch der Kontakt zu einem einflussreichen Parteimitglied hergestellt, der die Sache protegieren soll. Aber der erkennt die allzu offenkundigen Parallelen zwischen damals und heute und hält eine Veröffentlichung für unmöglich. Am Ende des Romans steht die Ernüchterung, dass auch in der vermeintlichen Tauwetter-Periode die Freiheiten noch sehr begrenzt sind.

## Bewertung
Neben den Novellen, in denen Kross seine Gulag-Erfahrungen verarbeitet, ist dies der einzige Roman des für seine historischen Romane bekannten Autors, der sich intensiv mit der Stalinzeit und der unmittelbar anschließenden Periode befasst. Wie in seinen historischen Romanen (z. B. Der Verrückte des Zaren, Professor Martens’ Abreise) bewegt sich auch hier der Autor auf der Grenze zwischen Wahrheit und Fiktion. Viele historische Persönlichkeiten sind mit ihrem korrekten Namen genannt, aber eine Reihe von Personen des Romans haben so nicht bestanden. Dabei hat der Autor häufig seine Romanfiguren aus mehreren Personen, die tatsächlich existiert haben und deren Schicksale er kannte, zusammengesetzt.
Durch dieses Verfahren entsteht eine facettenreiche Darstellung der estnischen Nachkriegsgeschichte. Denn der Autor betreibt gleichsam „Oral history“, indem er die Erlebnisse von Bekannten, Verwandten und auch Mitgefangenen an die Leserschaft weiterreicht. So werden viele Schicksale, die andernfalls in Vergessenheit geraten wären, für die Nachwelt bewahrt.
Aber der Roman ist weder Wehklage noch Anklage. Zwar stellt der Autor nüchtern den Alltag in einem menschenverachtenden System dar, aber der Schwerpunkt liegt immer auf den Menschen, niemals auf dem „Verachten“. Kross zeigt auch, wie menschlich-ethisches Handeln überleben kann, und bisweilen gelingt es ihm mit seinem verschmitzten Humor, beim Leser nicht nur Kopfschütteln oder gar eine Gänsehaut, sondern auch ein Lächeln hervorzurufen.

## Deutsche Übersetzung
Die deutsche Übersetzung erschien 1995 im dipa-Verlag und wurde größtenteils positiv rezensiert. Der Roman wurde „souverän und kunstvoll“ genannt oder es war von „gewohnt meisterlicher Weise“ die Rede. Sehr positiv äußerte sich auch Karl-Markus Gauß in der Zeit: „Kross erzählt eine Fülle an todtraurigen, grausamen, bitterkomischen Geschichten, die unmittelbar nachvollziehbar machen, was "Stalinismus" bedeutete. Diese Chronik, so alt sie ist, bleibt gefährlich, weil sie im russifizierten Estland niemand als Dokument abgelebter Zeiten lesen würde: Der Zwangskatholizismus von einst fällt mit dem Zwangssozialismus von heute in eins – brüderliche Botschaft, die der Knechtschaft den Weg bereitete. [...] [Kross geht es] um die Wahrheit der Geschichtsschreibung, der Literatur, des Wortes, die der Macht widerstehen kann und widerstehen muß.“
Außer ins Finnische und Deutsche ist der Roman auch ins Schwedische übersetzt.

## Einzelbelege
1. ↑  Jaan Kross: Syvyydestä. Suom. Jouko Vanhanen. Porvoo et al.: WSOY 1989.
2. ↑  Cornelius Hasselblatt: Nachwort, in: Jaan Kross: Ausgrabungen. Frankfurt: dipa-Verlag 1995, S. 263.
3. ↑  Jaan Kross: Ausgrabungen. Roman. Aus dem Estnischen von Cornelius Hasselblatt. Frankfurt: dipa-Verlag 1995, ISBN 3-7638-0343-2.
4. ↑   Neues Deutschland. Literaturbeilage zur Leipziger Buchmesse 1995, 23.–26. März 1995.
5. ↑   Ausgrabung. – Ostthüringer Zeitung, Literatur, 15. April 1995.
6. ↑  Gefährliche Chroniken. – Die Zeit Nr. 42, 13. Oktober 1995, Literaturbeilage, S. 24.
7. ↑  Jaan Kross: Utgrävningar. Översätt av Ivo Iliste & Birgitta Göranson. Bromma: Fripress 1991. 295 S., ISBN 91-582-1808-4.